# Gand-Wevelgem 2019
L'édition 2019 du Gand-Wevelgem in Flanders Field est une course cycliste masculine sur route. Elle a lieu le 31 mars 2019, principalement dans la province de Flandre-Occidentale, en Belgique, et fait partie du calendrier UCI World Tour 2019 en catégorie 1.UWT. 

## Présentation
Gand-Wevelgem connaît en 2019 sa 81e édition. Elle est organisée par le vélo club Het Vliegend Wiel et fait partie du calendrier de l'UCI World Tour depuis 2006.

### Équipes
Gand-Wevelgem faisant partie du calendrier UCI World Tour, les dix-huit « World Teams » y participent. Sept équipes continentales professionnelles ont reçu une invitation : les équipes belges Sport Vlaanderen-Baloise, Wanty-Gobert, Corendon-Circus et Wallonie-Bruxelles, les équipes françaises Cofidis et Direct Energie, et l'équipe néerlandaise Roompot-Charles.
| WorldTeams (18)- Bora-hansgrohe - Deceuninck-Quick Step - Lotto Soudal - AG2R La Mondiale - Astana - Bahrain-Merida - CCC Team - EF Education First - Groupama-FDJ - Mitchelton-Scott - Movistar Team - Dimension Data - Team Jumbo-Visma - Katusha-Alpecin - Sky - Team Sunweb - Trek-Segafredo - UAE Team Emirates Équipes continentales professionnelles (7)- Corendon-Circus - Wanty-Groupe Gobert - Sport Vlaanderen-Baloise - Wallonie Bruxelles - Cofidis, Solutions Crédits - Direct Énergie - Roompot-Charles |
| |

### Parcours
Le parcours est très similaire à celui de l'année précédente. Le départ est donné sur la Grand-Place de Deinze et l'arrivée est jugée à Wevelgem, sur la Vanackerestraat, après 251 km. Après Deinze, le peloton se dirige vers l'ouest et passa par les communes de Tielt, Torhout, Gistel, Nieuport, Furnes et la région marécageuse de Moëres. Il longe ensuite la frontière franco-belge puis la franchit à Boeschepe. En France, la course franchit notamment le mont des Cats, le mont Noir à deux reprises (côtes du Ravel Put et de la Blanchisserie) puis la Ravensberg pour revenir en Belgique par Dranoutre. Le Baneberg (nl) et le mont Kemmel sont empruntés une première fois, suivis du Monteberg (nl). La course passe ensuite par Messines, dans la province de Hainaut, pour revenir vers le Baneberg et le mont Kemmel, franchi par un autre versant. Il reste alors 34 km à parcourir pour rejoindre Wevelgem.
| Mont | Nom                                  | Km    | Revêtement | Longueur (m) | Pente moyenne | Pente maxi | Km de l'arrivée |
| ---- | ------------------------------------ | ----- | ---------- | ------------ | ------------- | ---------- | --------------- |
| 1    | Mont des Cats                        | 136,7 |            |              | %             | %          | 113,6           |
| 2    | Mont Kokereel (nl)                   | 140,2 |            |              | %             | %          | 110,1           |
| 3    | Vert Mont (nl)                       | 142,5 |            |              | %             | %          | 107,8           |
| 4    | Mont Noir - Côte du Ravel Put        | 144,8 |            |              | %             | %          | 105,5           |
| 5    | Mont Noir - Côte de la Blanchisserie | 150,0 |            |              | %             | %          | 100,3           |
| 6    | Ravensberg                           | 156,5 |            |              | %             | %          | 93,8            |
| 7    | Baneberg (nl)                        | 167,6 |            |              | %             | %          | 82,7            |
| 8    | Mont Kemmel - Belvedère              | 175,6 |            |              | %             | %          | 74,7            |
| 9    | Monteberg (nl)                       | 179,6 |            |              | %             | %          | 70,7            |
| 10   | Baneberg (nl)                        | 211,4 |            |              | %             | %          | 38,9            |
| 11   | Mont Kemmel - Ossuaire               | 216,0 |            |              | %             | %          | 34,3            |

## Déroulement de la course
Après une première heure de course marquée par les vents latéraux, le peloton est rapidement mis à l'épreuve. Une échappée incluant de nombreux favoris s'installe à ce moment à l'avant du groupe. Peter Sagan, Pascal Ackermann, Rüdiger Selig (BORA-Hansgrohe), Wout van Aert, Mike Teunissen, Maarten Wynants (Jumbo-Visma), Mathieu Van Der Poel (Corendon-Circus), Tim Declercq (Deceuninck-Quick Step), Matteo Trentin (Michelton Scott), Fernando Gaviria (UAE Emirates), Luke Rowe (Sky), Jan-Willem Van Schip (Roompot-Charles), Cees Bol (Sunweb), Niki Terpstra (Direct Energie), Mads Pedersen, Edward Theuns, Jasper Stuyven et John Degenkolb (Trek-Segafredo) sont présents dans le groupe de tête. Le premier passage sur le mont Kemmel voit Ackermann, Selig, Declercq, Wynants, Degenkolb et Van Schip perdre contact avec les leaders.
À 67 km de l'arrivée, Sagan, Teunissen, Trentin et Theuns se forgent une avance sur l'échappée à la suite d'une accélération de Theuns. Le reste de l'échappée se relève alors et est rapidement rattrapée par le peloton. Luke Rowe se lance en solitaire à la poursuite des hommes de têtes et parvient à faire la jonction dans un effort de près de 10 kilomètres. Alexander Kristoff (UAE Emirates) tente alors sa chance également moins de 10 kilomètres avant le dernier passage sur le mont Kemmel. Il ne parvient pas à rejoindre l'échappée mais l'avance qu'il accumule lui permet de se retrouver dans un trio de coureurs qui s'échappe dans le Kemmelberg, les deux autres coureurs étant Zdenek Stybar (Deceunick-Quick Step) et Wout van Aert. Le trio de poursuivants ne parviennent pas à creuser l'écart et sont rejoints quelques kilomètres plus loin. 
Au début des 35 derniers kilomètres depuis le mont Kemmel jusqu'à Wevelgem, les coureurs ont vent de face, ce qui n'aide pas la cause des hommes de tête. Leur avance se désintègre sous l'effort de Philippe Gilbert (Deceunick-Quick Step), qui travaille pour le compte de son leader, le sprinteur Elia Viviani. La jonction s'effectue à 20 km de l'arrivée. Le peloton comprend à ce moment une trentaine de coureurs qui inclut, outre Viviani, plusieurs coureurs avec une bonne pointe de vitesse: Danny Van Poppel (Jumbo-Visma), Alexander Kristoff, Fernando Gaviria, Peter Sagan, Rüdiger Selig, Jens Debusschere (Katusha-Alpecin), Adrien Petit (Direct Energie), Matteo Trentin et John Degenkolb, quoique plusieurs d'entre eux ont passé une bonne partie de la journée dans une échappée. Les coureurs de Deceunick-Quick Step travaillent fort pour maintenir le groupe en un morceau, et couvrent plusieurs attaques de coureurs de Jumbo-Visma et Trek-Segafredo, notamment, jusqu'à ce que Jasper Stuyven, accompagné d'Amund Grondahl Jansen (Jumbo-Visma), Sebastian Langeveld (EFEducation First) et Jack Bauer (Mitchelton-Scott), parviennent à créer l'écart à 6 km de l'arrivée. À la flamme rouge, les quatre hommes sont toujours devant mais l'accélération du peloton pour le sprint a raison de leur avance. Alexander Kristoff s'impose devant John Degenkolb dans le sprint final pour remporter sa première victoire à Gand-Wevelgem.
Avec une vitesse moyenne de 46,269 km/h, il s'agit de l'édition la plus rapide de l'histoire.

## Classements

### Classement final
| \| Classement général \| Classement général \| Classement général \| Classement général \| Classement général \| \| Coureur \| Coureur \| Pays \| Équipe \| Temps \| \| ------------------ \| -------------------- \| ------------------ \| ------------------ \| ------------------ \| \| 1er \| Alexander Kristoff \| Norvège \| UAE Team Emirates \| 5 h 26 min 04 s \| \| 2e \| John Degenkolb \| Allemagne \| Trek-Segafredo \| + 0 s \| \| 3e \| Oliver Naesen \| Belgique \| AG2R La Mondiale \| + 0 s \| \| 4e \| Mathieu van der Poel \| Pays-Bas \| Corendon-Circus \| + 0 s \| \| 5e \| Danny van Poppel \| Pays-Bas \| Team Jumbo-Visma \| + 0 s \| \| 6e \| Adrien Petit \| France \| Direct Énergie \| + 0 s \| \| 7e \| Matteo Trentin \| Italie \| Mitchelton-Scott \| + 0 s \| \| 8e \| Rüdiger Selig \| Allemagne \| Bora-Hansgrohe \| + 0 s \| \| 9e \| Matej Mohorič \| Slovénie \| Bahrain-Merida \| + 0 s \| \| 10e \| Jens Debusschere \| Belgique \| Katusha-Alpecin \| + 0 s \| |                      |           |                   |                 |
| |                      |           |                   |                 |
| Source : ProCyclingStats |                      |           |                   |                 |
| Classement général |                      |           |                   |                 |
| Coureur | Coureur              | Pays      | Équipe            | Temps           |
| 1er | Alexander Kristoff   | Norvège   | UAE Team Emirates | 5 h 26 min 04 s |
| 2e | John Degenkolb       | Allemagne | Trek-Segafredo    | + 0 s           |
| 3e | Oliver Naesen        | Belgique  | AG2R La Mondiale  | + 0 s           |
| 4e | Mathieu van der Poel | Pays-Bas  | Corendon-Circus   | + 0 s           |
| 5e | Danny van Poppel     | Pays-Bas  | Team Jumbo-Visma  | + 0 s           |
| 6e | Adrien Petit         | France    | Direct Énergie    | + 0 s           |
| 7e | Matteo Trentin       | Italie    | Mitchelton-Scott  | + 0 s           |
| 8e | Rüdiger Selig        | Allemagne | Bora-Hansgrohe    | + 0 s           |
| 9e | Matej Mohorič        | Slovénie  | Bahrain-Merida    | + 0 s           |
| 10e | Jens Debusschere     | Belgique  | Katusha-Alpecin   | + 0 s           |

### Classements UCI
Gand-Wevelgem distribue aux soixante premiers coureurs les points suivants pour le classement individuel de l'UCI World Tour (uniquement pour les coureurs membres d'équipes World Tour) et le Classement mondial UCI (pour tous les coureurs) :
| Position           | 1er | 2e  | 3e  | 4e  | 5e  | 6e  | 7e  | 8e  | 9e  | 10e | 11e | 12e | 13e | 14e | 15e | 16e à 20e | 21e à 30e | 31e à 50e | 51e à 55e | 56e à 60e |
| Classement général | 500 | 400 | 325 | 275 | 225 | 175 | 150 | 125 | 100 | 85  | 70  | 60  | 50  | 40  | 35  | 30        | 20        | 10        | 5         | 3         |

#### Classements UCI World Tour à l'issue de la course
Ci-dessous, le classement individuel de l'UCI World Tour à l'issue de la course et du Tour de Catalogne qui se termine le même jour. 

## Liste des participants
- Liste de départ comète

| Légende | Légende                                                                    | Légende | Légende                                                    |
| ------- | -------------------------------------------------------------------------- | ------- | ---------------------------------------------------------- |
| Num     | Dossard de départ porté par le coureur sur ce Gand-Wevelgem                | Pos     | Position à l'arrivée de la course                          |
|         | Indique un maillot de champion national ou mondial, suivi de sa spécialité | NP      | Indique un coureur qui n'a pas pris le départ de la course |
| AB      | Indique un coureur qui n'a pas terminé la course                           | HD      | Indique un coureur qui a terminé la course hors des délais |

| Bora-Hansgrohe BOH | Bora-Hansgrohe BOH             | Bora-Hansgrohe BOH |
| ------------------ | ------------------------------ | ------------------ |
| Num                | Coureur                        | Pos                |
| 1                  | Peter Sagan (SVK) (route)      | 32e                |
| 2                  | Maciej Bodnar (POL)            | AB                 |
| 3                  | Marcus Burghardt (GER)         | 69e                |
| 4                  | Michael Schwarzmann (GER)      | AB                 |
| 5                  | Daniel Oss (ITA)               | AB                 |
| 6                  | Pascal Ackermann (GER) (route) | AB                 |
| 7                  | Rüdiger Selig (GER)            | 8e                 |

| Deceuninck-Quick Step DQT | Deceuninck-Quick Step DQT   | Deceuninck-Quick Step DQT |
| ------------------------- | --------------------------- | ------------------------- |
| Num                       | Coureur                     | Pos                       |
| 11                        | Yves Lampaert (BEL) (route) | 77e                       |
| 12                        | Philippe Gilbert (BEL)      | 22e                       |
| 13                        | Elia Viviani (ITA) (route)  | 19e                       |
| 14                        | Fabio Jakobsen (NED)        | AB                        |
| 15                        | Maximiliano Richeze (ARG)   | AB                        |
| 16                        | Tim Declercq (BEL)          | 63e                       |
| 17                        | Zdeněk Štybar (CZE)         | 35e                       |

| Lotto-Soudal LTS | Lotto-Soudal LTS        | Lotto-Soudal LTS |
| ---------------- | ----------------------- | ---------------- |
| Num              | Coureur                 | Pos              |
| 21               | Tiesj Benoot (BEL)      | 13e              |
| 22               | Adam Blythe (GBR)       | AB               |
| 23               | Jens Keukeleire (BEL)   | 15e              |
| 24               | Frederik Frison (BEL)   | AB               |
| 25               | Nikolas Maes (BEL)      | 53e              |
| 26               | Lawrence Naesen (BEL)   | AB               |
| 27               | Brian van Goethem (NED) | AB               |

| AG2R La Mondiale ALM | AG2R La Mondiale ALM             | AG2R La Mondiale ALM |
| -------------------- | -------------------------------- | -------------------- |
| Num                  | Coureur                          | Pos                  |
| 31                   | Oliver Naesen (BEL)              | 3e                   |
| 32                   | Gediminas Bagdonas (LTU) (route) | AB                   |
| 33                   | Nico Denz (GER)                  | 68e                  |
| 34                   | Silvan Dillier (SUI)             | 59e                  |
| 35                   | Julien Duval (FRA)               | AB                   |
| 36                   | Clément Venturini (FRA)          | 73e                  |
| 37                   | Stijn Vandenbergh (BEL)          | 62e                  |

| Astana AST | Astana AST                | Astana AST |
| ---------- | ------------------------- | ---------- |
| Num        | Coureur                   | Pos        |
| 41         | Magnus Cort Nielsen (DEN) | AB         |
| 42         | Davide Ballerini (ITA)    | 43e        |
| 43         | Zhandos Bizhigitov (KAZ)  | AB         |
| 44         | Laurens De Vreese (BEL)   | 52e        |
| 45         | Yevgeniy Gidich (KAZ)     | AB         |
| 46         | Dmitriy Gruzdev (KAZ)     | AB         |
| 47         | Hugo Houle (CAN)          | AB         |

| Bahrain-Merida TBM | Bahrain-Merida TBM          | Bahrain-Merida TBM |
| ------------------ | --------------------------- | ------------------ |
| Num                | Coureur                     | Pos                |
| 51                 | Sonny Colbrelli (ITA)       | AB                 |
| 52                 | Iván García Cortina (ESP)   | AB                 |
| 53                 | Heinrich Haussler (AUS)     | AB                 |
| 54                 | Marcel Sieberg (GER)        | AB                 |
| 55                 | Matej Mohorič (SLO) (route) | 9e                 |
| 56                 | Luka Pibernik (SLO)         | AB                 |
| 57                 | Jan Tratnik (SLO)           | AB                 |

| CCC Team CPT | CCC Team CPT                   | CCC Team CPT |
| ------------ | ------------------------------ | ------------ |
| Num          | Coureur                        | Pos          |
| 61           | Greg Van Avermaet (BEL)        | 20e          |
| 62           | Paweł Bernas (POL)             | AB           |
| 63           | Szymon Sajnok (POL)            | AB           |
| 64           | Michael Schär (SUI)            | 66e          |
| 65           | Guillaume Van Keirsbulck (BEL) | AB           |
| 66           | Gijs Van Hoecke (BEL)          | 64e          |
| 67           | Łukasz Wiśniowski (POL)        | AB           |

| EF Education First EF1 | EF Education First EF1    | EF Education First EF1 |
| ---------------------- | ------------------------- | ---------------------- |
| Num                    | Coureur                   | Pos                    |
| 71                     | Alberto Bettiol (ITA)     | AB                     |
| 72                     | Moreno Hofland (NED)      | AB                     |
| 73                     | Sebastian Langeveld (NED) | 26e                    |
| 74                     | Sacha Modolo (ITA)        | AB                     |
| 75                     | Logan Owen (USA)          | AB                     |
| 76                     | Thomas Scully (NZL)       | 75e                    |
| 77                     | Julius van den Berg (NED) | AB                     |

| Groupama-FDJ GFC | Groupama-FDJ GFC          | Groupama-FDJ GFC |
| ---------------- | ------------------------- | ---------------- |
| Num              | Coureur                   | Pos              |
| 81               | Arnaud Démare (FRA)       | 67e              |
| 82               | Jacopo Guarnieri (ITA)    | AB               |
| 83               | Ignatas Konovalovas (LTU) | AB               |
| 84               | Stefan Küng (SUI)         | 16e              |
| 85               | Olivier Le Gac (FRA)      | 49e              |
| 86               | Miles Scotson (AUS)       | AB               |
| 87               | Ramon Sinkeldam (NED)     | 44e              |

| Mitchelton-Scott MTS | Mitchelton-Scott MTS          | Mitchelton-Scott MTS |
| -------------------- | ----------------------------- | -------------------- |
| Num                  | Coureur                       | Pos                  |
| 91                   | Matteo Trentin (ITA) (route)  | 7e                   |
| 92                   | Jack Bauer (NZL)              | 31e                  |
| 93                   | Edoardo Affini (ITA)          | AB                   |
| 94                   | Christopher Juul Jensen (DEN) | 70e                  |
| 95                   | Callum Scotson (AUS)          | AB                   |
| 96                   | Michael Hepburn (AUS)         | AB                   |
| 97                   | Luka Mezgec (SLO)             | AB                   |

| Movistar Team MOV | Movistar Team MOV      | Movistar Team MOV |
| ----------------- | ---------------------- | ----------------- |
| Num               | Coureur                | Pos               |
| 101               | Jürgen Roelandts (BEL) | 60e               |
| 102               | Jorge Arcas (ESP)      | AB                |
| 103               | Carlos Barbero (ESP)   | 12e               |
| 104               | Héctor Carretero (ESP) | AB                |
| 105               | Jaime Castrillo (ESP)  | AB                |
| 106               | Eduard Prades (ESP)    | AB                |
| 107               | Jasha Sütterlin (GER)  | 38e               |

| Dimension Data TDD | Dimension Data TDD                | Dimension Data TDD |
| ------------------ | --------------------------------- | ------------------ |
| Num                | Coureur                           | Pos                |
| 111                | Edvald Boasson Hagen (NOR)        | 56e                |
| 112                | Michael Valgren (DEN)             | AB                 |
| 113                | Lars Bak (DEN)                    | AB                 |
| 114                | Bernhard Eisel (AUT)              | AB                 |
| 115                | Reinardt Janse van Rensburg (RSA) | AB                 |
| 116                | Giacomo Nizzolo (ITA)             | AB                 |
| 117                | Julien Vermote (BEL)              | AB                 |

| Team Jumbo-Visma TJV | Team Jumbo-Visma TJV        | Team Jumbo-Visma TJV |
| -------------------- | --------------------------- | -------------------- |
| Num                  | Coureur                     | Pos                  |
| 121                  | Wout van Aert (BEL)         | 29e                  |
| 122                  | Pascal Eenkhoorn (NED)      | 46e                  |
| 123                  | Amund Grøndahl Jansen (NOR) | 24e                  |
| 124                  | Maarten Wynants (BEL)       | 30e                  |
| 125                  | Mike Teunissen (NED)        | 25e                  |
| 126                  | Taco van der Hoorn (NED)    | AB                   |
| 127                  | Danny van Poppel (NED)      | 5e                   |

| Katusha-Alpecin TKA | Katusha-Alpecin TKA          | Katusha-Alpecin TKA |
| ------------------- | ---------------------------- | ------------------- |
| Num                 | Coureur                      | Pos                 |
| 131                 | Jens Debusschere (BEL)       | 10e                 |
| 132                 | Harry Tanfield (GBR)         | AB                  |
| 133                 | Marco Haller (AUT)           | 27e                 |
| 134                 | Viatcheslav Kouznetsov (RUS) | 65e                 |
| 135                 | Reto Hollenstein (SUI)       | AB                  |
| 136                 | Mads Würtz Schmidt (DEN)     | AB                  |
| 137                 | Willie Smit (RSA)            | AB                  |

| Team Sky SKY | Team Sky SKY               | Team Sky SKY |
| ------------ | -------------------------- | ------------ |
| Num          | Coureur                    | Pos          |
| 141          | Gianni Moscon (ITA)        | 76e          |
| 142          | Leonardo Basso (ITA)       | AB           |
| 143          | Filippo Ganna (ITA)        | AB           |
| 144          | Kristoffer Halvorsen (NOR) | 55e          |
| 145          | Christopher Lawless (GBR)  | AB           |
| 146          | Luke Rowe (GBR)            | 18e          |
| 147          | Ian Stannard (GBR)         | 74e          |

| Team Sunweb SUN | Team Sunweb SUN              | Team Sunweb SUN |
| --------------- | ---------------------------- | --------------- |
| Num             | Coureur                      | Pos             |
| 151             | Søren Kragh Andersen (DEN)   | 11e             |
| 152             | Casper Pedersen (DEN)        | AB              |
| 153             | Cees Bol (NED)               | 45e             |
| 154             | Roy Curvers (NED)            | AB              |
| 155             | Florian Stork (GER)          | AB              |
| 156             | Max Walscheid (GER)          | 51e             |
| 157             | Asbjørn Kragh Andersen (DEN) | AB              |

| Trek-Segafredo TFS | Trek-Segafredo TFS   | Trek-Segafredo TFS |
| ------------------ | -------------------- | ------------------ |
| Num                | Coureur              | Pos                |
| 161                | John Degenkolb (GER) | 2e                 |
| 162                | Koen de Kort (NED)   | AB                 |
| 163                | Alex Frame (NZL)     | AB                 |
| 164                | Mads Pedersen (DEN)  | 33e                |
| 165                | Kiel Reijnen (USA)   | AB                 |
| 166                | Jasper Stuyven (BEL) | 17e                |
| 167                | Edward Theuns (BEL)  | 37e                |

| UAE Team Emirates UAD | UAE Team Emirates UAD              | UAE Team Emirates UAD |
| --------------------- | ---------------------------------- | --------------------- |
| Num                   | Coureur                            | Pos                   |
| 171                   | Fernando Gaviria (COL)             | 21e                   |
| 172                   | Sven Erik Bystrøm (NOR)            | AB                    |
| 173                   | Simone Consonni (ITA)              | AB                    |
| 174                   | Alexander Kristoff (NOR)           | 1er                   |
| 175                   | Vegard Stake Laengen (NOR) (route) | 72e                   |
| 176                   | Marco Marcato (ITA)                | 61e                   |
| 177                   | Oliviero Troia (ITA)               | AB                    |

| Corendon-Circus COC | Corendon-Circus COC                | Corendon-Circus COC |
| ------------------- | ---------------------------------- | ------------------- |
| Num                 | Coureur                            | Pos                 |
| 181                 | Mathieu van der Poel (NED) (route) | 4e                  |
| 182                 | Dries De Bondt (BEL)               | 58e                 |
| 183                 | Stijn Devolder (BEL)               | AB                  |
| 184                 | Lasse Norman Leth (DEN)            | AB                  |
| 185                 | Roy Jans (BEL)                     | 40e                 |
| 186                 | Jimmy Janssens (BEL)               | AB                  |
| 187                 | Gianni Vermeersch (BEL)            | 28e                 |

| Wanty-Gobert WGG | Wanty-Gobert WGG           | Wanty-Gobert WGG |
| ---------------- | -------------------------- | ---------------- |
| Num              | Coureur                    | Pos              |
| 191              | Frederik Backaert (BEL)    | AB               |
| 193              | Aimé De Gendt (BEL)        | AB               |
| 194              | Tom Devriendt (BEL)        | AB               |
| 195              | Timothy Dupont (BEL)       | 42e              |
| 196              | Andrea Pasqualon (ITA)     | AB               |
| 197              | Pieter Vanspeybrouck (BEL) | AB               |
| 198              | Loïc Vliegen (BEL)         | 54e              |

| Sport Vlaanderen-Baloise SVB | Sport Vlaanderen-Baloise SVB | Sport Vlaanderen-Baloise SVB |
| ---------------------------- | ---------------------------- | ---------------------------- |
| Num                          | Coureur                      | Pos                          |
| 201                          | Amaury Capiot (BEL)          | AB                           |
| 202                          | Milan Menten (BEL)           | AB                           |
| 203                          | Edward Planckaert (BEL)      | 50e                          |
| 204                          | Dries Van Gestel (BEL)       | 36e                          |
| 205                          | Preben Van Hecke (BEL)       | AB                           |
| 206                          | Kenneth Van Rooy (BEL)       | AB                           |
| 207                          | Jordi Warlop (BEL)           | AB                           |

| Wallonie Bruxelles WVA | Wallonie Bruxelles WVA    | Wallonie Bruxelles WVA |
| ---------------------- | ------------------------- | ---------------------- |
| Num                    | Coureur                   | Pos                    |
| 211                    | Kenny Dehaes (BEL)        | AB                     |
| 212                    | Justin Jules (FRA)        | AB                     |
| 213                    | Lionel Taminiaux (BEL)    | AB                     |
| 214                    | Tom Wirtgen (LUX)         | AB                     |
| 215                    | Baptiste Planckaert (BEL) | 47e                    |
| 216                    | Franklin Six (BEL)        | 78e                    |
| 217                    | Lukas Spengler (SUI)      | AB                     |

| Cofidis, Solutions Crédits COF | Cofidis, Solutions Crédits COF | Cofidis, Solutions Crédits COF |
| ------------------------------ | ------------------------------ | ------------------------------ |
| Num                            | Coureur                        | Pos                            |
| 221                            | Christophe Laporte (FRA)       | 39e                            |
| 222                            | Filippo Fortin (ITA)           | AB                             |
| 223                            | Damien Touzé (FRA)             | 48e                            |
| 224                            | Geoffrey Soupe (FRA)           | AB                             |
| 225                            | Bert Van Lerberghe (BEL)       | 71e                            |
| 226                            | Kenneth Vanbilsen (BEL)        | AB                             |
| 227                            | Zico Waeytens (BEL)            | AB                             |

| Direct Énergie TDE | Direct Énergie TDE       | Direct Énergie TDE |
| ------------------ | ------------------------ | ------------------ |
| Num                | Coureur                  | Pos                |
| 231                | Niki Terpstra (NED)      | 23e                |
| 232                | Damien Gaudin (FRA)      | 34e                |
| 233                | Mathieu Burgaudeau (FRA) | AB                 |
| 234                | Pim Ligthart (NED)       | AB                 |
| 235                | Adrien Petit (FRA)       | 6e                 |
| 236                | Simon Sellier (FRA)      | AB                 |
| 237                | Anthony Turgis (FRA)     | 14e                |

| Roompot-Charles ROC | Roompot-Charles ROC        | Roompot-Charles ROC |
| ------------------- | -------------------------- | ------------------- |
| Num                 | Coureur                    | Pos                 |
| 241                 | Lars Boom (NED)            | 57e                 |
| 242                 | Jesper Asselman (NED)      | AB                  |
| 243                 | Senne Leysen (BEL)         | AB                  |
| 244                 | Stijn Steels (BEL)         | AB                  |
| 245                 | Sjoerd van Ginneken (NED)  | AB                  |
| 246                 | Boy van Poppel (NED)       | 41e                 |
| 247                 | Jan-Willem van Schip (NED) | AB                  |

| Bora-Hansgrohe BOH | Bora-Hansgrohe BOH             | Bora-Hansgrohe BOH |
| ------------------ | ------------------------------ | ------------------ |
| Num                | Coureur                        | Pos                |
| 1                  | Peter Sagan (SVK) (route)      | 32e                |
| 2                  | Maciej Bodnar (POL)            | AB                 |
| 3                  | Marcus Burghardt (GER)         | 69e                |
| 4                  | Michael Schwarzmann (GER)      | AB                 |
| 5                  | Daniel Oss (ITA)               | AB                 |
| 6                  | Pascal Ackermann (GER) (route) | AB                 |
| 7                  | Rüdiger Selig (GER)            | 8e                 |

| Deceuninck-Quick Step DQT | Deceuninck-Quick Step DQT   | Deceuninck-Quick Step DQT |
| ------------------------- | --------------------------- | ------------------------- |
| Num                       | Coureur                     | Pos                       |
| 11                        | Yves Lampaert (BEL) (route) | 77e                       |
| 12                        | Philippe Gilbert (BEL)      | 22e                       |
| 13                        | Elia Viviani (ITA) (route)  | 19e                       |
| 14                        | Fabio Jakobsen (NED)        | AB                        |
| 15                        | Maximiliano Richeze (ARG)   | AB                        |
| 16                        | Tim Declercq (BEL)          | 63e                       |
| 17                        | Zdeněk Štybar (CZE)         | 35e                       |

| Lotto-Soudal LTS | Lotto-Soudal LTS        | Lotto-Soudal LTS |
| ---------------- | ----------------------- | ---------------- |
| Num              | Coureur                 | Pos              |
| 21               | Tiesj Benoot (BEL)      | 13e              |
| 22               | Adam Blythe (GBR)       | AB               |
| 23               | Jens Keukeleire (BEL)   | 15e              |
| 24               | Frederik Frison (BEL)   | AB               |
| 25               | Nikolas Maes (BEL)      | 53e              |
| 26               | Lawrence Naesen (BEL)   | AB               |
| 27               | Brian van Goethem (NED) | AB               |

| AG2R La Mondiale ALM | AG2R La Mondiale ALM             | AG2R La Mondiale ALM |
| -------------------- | -------------------------------- | -------------------- |
| Num                  | Coureur                          | Pos                  |
| 31                   | Oliver Naesen (BEL)              | 3e                   |
| 32                   | Gediminas Bagdonas (LTU) (route) | AB                   |
| 33                   | Nico Denz (GER)                  | 68e                  |
| 34                   | Silvan Dillier (SUI)             | 59e                  |
| 35                   | Julien Duval (FRA)               | AB                   |
| 36                   | Clément Venturini (FRA)          | 73e                  |
| 37                   | Stijn Vandenbergh (BEL)          | 62e                  |

| Astana AST | Astana AST                | Astana AST |
| ---------- | ------------------------- | ---------- |
| Num        | Coureur                   | Pos        |
| 41         | Magnus Cort Nielsen (DEN) | AB         |
| 42         | Davide Ballerini (ITA)    | 43e        |
| 43         | Zhandos Bizhigitov (KAZ)  | AB         |
| 44         | Laurens De Vreese (BEL)   | 52e        |
| 45         | Yevgeniy Gidich (KAZ)     | AB         |
| 46         | Dmitriy Gruzdev (KAZ)     | AB         |
| 47         | Hugo Houle (CAN)          | AB         |

| Bahrain-Merida TBM | Bahrain-Merida TBM          | Bahrain-Merida TBM |
| ------------------ | --------------------------- | ------------------ |
| Num                | Coureur                     | Pos                |
| 51                 | Sonny Colbrelli (ITA)       | AB                 |
| 52                 | Iván García Cortina (ESP)   | AB                 |
| 53                 | Heinrich Haussler (AUS)     | AB                 |
| 54                 | Marcel Sieberg (GER)        | AB                 |
| 55                 | Matej Mohorič (SLO) (route) | 9e                 |
| 56                 | Luka Pibernik (SLO)         | AB                 |
| 57                 | Jan Tratnik (SLO)           | AB                 |

| CCC Team CPT | CCC Team CPT                   | CCC Team CPT |
| ------------ | ------------------------------ | ------------ |
| Num          | Coureur                        | Pos          |
| 61           | Greg Van Avermaet (BEL)        | 20e          |
| 62           | Paweł Bernas (POL)             | AB           |
| 63           | Szymon Sajnok (POL)            | AB           |
| 64           | Michael Schär (SUI)            | 66e          |
| 65           | Guillaume Van Keirsbulck (BEL) | AB           |
| 66           | Gijs Van Hoecke (BEL)          | 64e          |
| 67           | Łukasz Wiśniowski (POL)        | AB           |

| EF Education First EF1 | EF Education First EF1    | EF Education First EF1 |
| ---------------------- | ------------------------- | ---------------------- |
| Num                    | Coureur                   | Pos                    |
| 71                     | Alberto Bettiol (ITA)     | AB                     |
| 72                     | Moreno Hofland (NED)      | AB                     |
| 73                     | Sebastian Langeveld (NED) | 26e                    |
| 74                     | Sacha Modolo (ITA)        | AB                     |
| 75                     | Logan Owen (USA)          | AB                     |
| 76                     | Thomas Scully (NZL)       | 75e                    |
| 77                     | Julius van den Berg (NED) | AB                     |

| Groupama-FDJ GFC | Groupama-FDJ GFC          | Groupama-FDJ GFC |
| ---------------- | ------------------------- | ---------------- |
| Num              | Coureur                   | Pos              |
| 81               | Arnaud Démare (FRA)       | 67e              |
| 82               | Jacopo Guarnieri (ITA)    | AB               |
| 83               | Ignatas Konovalovas (LTU) | AB               |
| 84               | Stefan Küng (SUI)         | 16e              |
| 85               | Olivier Le Gac (FRA)      | 49e              |
| 86               | Miles Scotson (AUS)       | AB               |
| 87               | Ramon Sinkeldam (NED)     | 44e              |

| Mitchelton-Scott MTS | Mitchelton-Scott MTS          | Mitchelton-Scott MTS |
| -------------------- | ----------------------------- | -------------------- |
| Num                  | Coureur                       | Pos                  |
| 91                   | Matteo Trentin (ITA) (route)  | 7e                   |
| 92                   | Jack Bauer (NZL)              | 31e                  |
| 93                   | Edoardo Affini (ITA)          | AB                   |
| 94                   | Christopher Juul Jensen (DEN) | 70e                  |
| 95                   | Callum Scotson (AUS)          | AB                   |
| 96                   | Michael Hepburn (AUS)         | AB                   |
| 97                   | Luka Mezgec (SLO)             | AB                   |

| Movistar Team MOV | Movistar Team MOV      | Movistar Team MOV |
| ----------------- | ---------------------- | ----------------- |
| Num               | Coureur                | Pos               |
| 101               | Jürgen Roelandts (BEL) | 60e               |
| 102               | Jorge Arcas (ESP)      | AB                |
| 103               | Carlos Barbero (ESP)   | 12e               |
| 104               | Héctor Carretero (ESP) | AB                |
| 105               | Jaime Castrillo (ESP)  | AB                |
| 106               | Eduard Prades (ESP)    | AB                |
| 107               | Jasha Sütterlin (GER)  | 38e               |

| Dimension Data TDD | Dimension Data TDD                | Dimension Data TDD |
| ------------------ | --------------------------------- | ------------------ |
| Num                | Coureur                           | Pos                |
| 111                | Edvald Boasson Hagen (NOR)        | 56e                |
| 112                | Michael Valgren (DEN)             | AB                 |
| 113                | Lars Bak (DEN)                    | AB                 |
| 114                | Bernhard Eisel (AUT)              | AB                 |
| 115                | Reinardt Janse van Rensburg (RSA) | AB                 |
| 116                | Giacomo Nizzolo (ITA)             | AB                 |
| 117                | Julien Vermote (BEL)              | AB                 |

| Team Jumbo-Visma TJV | Team Jumbo-Visma TJV        | Team Jumbo-Visma TJV |
| -------------------- | --------------------------- | -------------------- |
| Num                  | Coureur                     | Pos                  |
| 121                  | Wout van Aert (BEL)         | 29e                  |
| 122                  | Pascal Eenkhoorn (NED)      | 46e                  |
| 123                  | Amund Grøndahl Jansen (NOR) | 24e                  |
| 124                  | Maarten Wynants (BEL)       | 30e                  |
| 125                  | Mike Teunissen (NED)        | 25e                  |
| 126                  | Taco van der Hoorn (NED)    | AB                   |
| 127                  | Danny van Poppel (NED)      | 5e                   |

| Katusha-Alpecin TKA | Katusha-Alpecin TKA          | Katusha-Alpecin TKA |
| ------------------- | ---------------------------- | ------------------- |
| Num                 | Coureur                      | Pos                 |
| 131                 | Jens Debusschere (BEL)       | 10e                 |
| 132                 | Harry Tanfield (GBR)         | AB                  |
| 133                 | Marco Haller (AUT)           | 27e                 |
| 134                 | Viatcheslav Kouznetsov (RUS) | 65e                 |
| 135                 | Reto Hollenstein (SUI)       | AB                  |
| 136                 | Mads Würtz Schmidt (DEN)     | AB                  |
| 137                 | Willie Smit (RSA)            | AB                  |

| Team Sky SKY | Team Sky SKY               | Team Sky SKY |
| ------------ | -------------------------- | ------------ |
| Num          | Coureur                    | Pos          |
| 141          | Gianni Moscon (ITA)        | 76e          |
| 142          | Leonardo Basso (ITA)       | AB           |
| 143          | Filippo Ganna (ITA)        | AB           |
| 144          | Kristoffer Halvorsen (NOR) | 55e          |
| 145          | Christopher Lawless (GBR)  | AB           |
| 146          | Luke Rowe (GBR)            | 18e          |
| 147          | Ian Stannard (GBR)         | 74e          |

| Team Sunweb SUN | Team Sunweb SUN              | Team Sunweb SUN |
| --------------- | ---------------------------- | --------------- |
| Num             | Coureur                      | Pos             |
| 151             | Søren Kragh Andersen (DEN)   | 11e             |
| 152             | Casper Pedersen (DEN)        | AB              |
| 153             | Cees Bol (NED)               | 45e             |
| 154             | Roy Curvers (NED)            | AB              |
| 155             | Florian Stork (GER)          | AB              |
| 156             | Max Walscheid (GER)          | 51e             |
| 157             | Asbjørn Kragh Andersen (DEN) | AB              |

| Trek-Segafredo TFS | Trek-Segafredo TFS   | Trek-Segafredo TFS |
| ------------------ | -------------------- | ------------------ |
| Num                | Coureur              | Pos                |
| 161                | John Degenkolb (GER) | 2e                 |
| 162                | Koen de Kort (NED)   | AB                 |
| 163                | Alex Frame (NZL)     | AB                 |
| 164                | Mads Pedersen (DEN)  | 33e                |
| 165                | Kiel Reijnen (USA)   | AB                 |
| 166                | Jasper Stuyven (BEL) | 17e                |
| 167                | Edward Theuns (BEL)  | 37e                |

| UAE Team Emirates UAD | UAE Team Emirates UAD              | UAE Team Emirates UAD |
| --------------------- | ---------------------------------- | --------------------- |
| Num                   | Coureur                            | Pos                   |
| 171                   | Fernando Gaviria (COL)             | 21e                   |
| 172                   | Sven Erik Bystrøm (NOR)            | AB                    |
| 173                   | Simone Consonni (ITA)              | AB                    |
| 174                   | Alexander Kristoff (NOR)           | 1er                   |
| 175                   | Vegard Stake Laengen (NOR) (route) | 72e                   |
| 176                   | Marco Marcato (ITA)                | 61e                   |
| 177                   | Oliviero Troia (ITA)               | AB                    |

| Corendon-Circus COC | Corendon-Circus COC                | Corendon-Circus COC |
| ------------------- | ---------------------------------- | ------------------- |
| Num                 | Coureur                            | Pos                 |
| 181                 | Mathieu van der Poel (NED) (route) | 4e                  |
| 182                 | Dries De Bondt (BEL)               | 58e                 |
| 183                 | Stijn Devolder (BEL)               | AB                  |
| 184                 | Lasse Norman Leth (DEN)            | AB                  |
| 185                 | Roy Jans (BEL)                     | 40e                 |
| 186                 | Jimmy Janssens (BEL)               | AB                  |
| 187                 | Gianni Vermeersch (BEL)            | 28e                 |

| Wanty-Gobert WGG | Wanty-Gobert WGG           | Wanty-Gobert WGG |
| ---------------- | -------------------------- | ---------------- |
| Num              | Coureur                    | Pos              |
| 191              | Frederik Backaert (BEL)    | AB               |
| 193              | Aimé De Gendt (BEL)        | AB               |
| 194              | Tom Devriendt (BEL)        | AB               |
| 195              | Timothy Dupont (BEL)       | 42e              |
| 196              | Andrea Pasqualon (ITA)     | AB               |
| 197              | Pieter Vanspeybrouck (BEL) | AB               |
| 198              | Loïc Vliegen (BEL)         | 54e              |

| Sport Vlaanderen-Baloise SVB | Sport Vlaanderen-Baloise SVB | Sport Vlaanderen-Baloise SVB |
| ---------------------------- | ---------------------------- | ---------------------------- |
| Num                          | Coureur                      | Pos                          |
| 201                          | Amaury Capiot (BEL)          | AB                           |
| 202                          | Milan Menten (BEL)           | AB                           |
| 203                          | Edward Planckaert (BEL)      | 50e                          |
| 204                          | Dries Van Gestel (BEL)       | 36e                          |
| 205                          | Preben Van Hecke (BEL)       | AB                           |
| 206                          | Kenneth Van Rooy (BEL)       | AB                           |
| 207                          | Jordi Warlop (BEL)           | AB                           |

| Wallonie Bruxelles WVA | Wallonie Bruxelles WVA    | Wallonie Bruxelles WVA |
| ---------------------- | ------------------------- | ---------------------- |
| Num                    | Coureur                   | Pos                    |
| 211                    | Kenny Dehaes (BEL)        | AB                     |
| 212                    | Justin Jules (FRA)        | AB                     |
| 213                    | Lionel Taminiaux (BEL)    | AB                     |
| 214                    | Tom Wirtgen (LUX)         | AB                     |
| 215                    | Baptiste Planckaert (BEL) | 47e                    |
| 216                    | Franklin Six (BEL)        | 78e                    |
| 217                    | Lukas Spengler (SUI)      | AB                     |

| Cofidis, Solutions Crédits COF | Cofidis, Solutions Crédits COF | Cofidis, Solutions Crédits COF |
| ------------------------------ | ------------------------------ | ------------------------------ |
| Num                            | Coureur                        | Pos                            |
| 221                            | Christophe Laporte (FRA)       | 39e                            |
| 222                            | Filippo Fortin (ITA)           | AB                             |
| 223                            | Damien Touzé (FRA)             | 48e                            |
| 224                            | Geoffrey Soupe (FRA)           | AB                             |
| 225                            | Bert Van Lerberghe (BEL)       | 71e                            |
| 226                            | Kenneth Vanbilsen (BEL)        | AB                             |
| 227                            | Zico Waeytens (BEL)            | AB                             |

| Direct Énergie TDE | Direct Énergie TDE       | Direct Énergie TDE |
| ------------------ | ------------------------ | ------------------ |
| Num                | Coureur                  | Pos                |
| 231                | Niki Terpstra (NED)      | 23e                |
| 232                | Damien Gaudin (FRA)      | 34e                |
| 233                | Mathieu Burgaudeau (FRA) | AB                 |
| 234                | Pim Ligthart (NED)       | AB                 |
| 235                | Adrien Petit (FRA)       | 6e                 |
| 236                | Simon Sellier (FRA)      | AB                 |
| 237                | Anthony Turgis (FRA)     | 14e                |

| Roompot-Charles ROC | Roompot-Charles ROC        | Roompot-Charles ROC |
| ------------------- | -------------------------- | ------------------- |
| Num                 | Coureur                    | Pos                 |
| 241                 | Lars Boom (NED)            | 57e                 |
| 242                 | Jesper Asselman (NED)      | AB                  |
| 243                 | Senne Leysen (BEL)         | AB                  |
| 244                 | Stijn Steels (BEL)         | AB                  |
| 245                 | Sjoerd van Ginneken (NED)  | AB                  |
| 246                 | Boy van Poppel (NED)       | 41e                 |
| 247                 | Jan-Willem van Schip (NED) | AB                  |